# Menthidae
Famille
Les Menthidae sont une famille de pseudoscorpions.
Elle comporte douze espèces dans cinq genres.

## Distribution
Les espèces de cette famille se rencontrent en Amérique, au Moyen-Orient et en Australie.

## Liste des genres
Selon Pseudoscorpions of the World (version 3.0) :
- Menthus Chamberlin, 1930
- Oligomenthus Beier, 1962
- Paramenthus Beier, 1963
- Pseudomenthus Mahnert, 2007
- Thenmus Harvey, 1990

## Publication originale
- Chamberlin, 1930 : A synoptic classification of the false scorpions or chela-spinners, with a report on a cosmopolitan collection of the same. Part II. The Diplosphyronida (Arachnida-Chelonethida). Annals and Magazine of Natural History, sér. 10, vol. 5, p. 1-48 & 585-620.